# Glossurocolletes xenoceratus
Glossurocolletes xenoceratus is een vliesvleugelig insect uit de familie Colletidae. De wetenschappelijke naam van de soort is voor het eerst geldig gepubliceerd in 1965 door Michener.